# Деніел Кінґ-Тернер
Деніел Кінґ-Тернер (англ. Daniel King-Turner; нар. 15 травня 1984) — колишній новозеландський тенісист.
Найвищу одиночну позицію світового рейтингу — 217 місце досяг 19 липня 2010, парну — 182 місце — 8 вересня 2008 року.
Завершив кар'єру 2013 року.

## Фінали турів ATP/ITF

### Одиночний розряд (8–0)
| Легенда                  |
| ------------------------ |
| Тур ATP Челленджер (0–0) |
| ITF Ф'ючерс (8–0)        |

| Результат | Ранг | Дата            | Турнір            | Покриття   | Суперник у фіналі | Рахунок            |
| --------- | ---- | --------------- | ----------------- | ---------- | ----------------- | ------------------ |
| Перемога  | 1.   | 22 липня 2006   | F10 Фрінтон-он-Сі | Трава      | Том Рашбі         | 3–6, 6–4, 6–4      |
| Перемога  | 2.   | 24 червня 2007  | F7 Каруїдзава     | Ґрунт      | Тераті Такахіро   | 0–6, 6–4, 7–6(7–3) |
| Перемога  | 3.   | 12 вересня 2007 | F13 Мюлуз         | Тверде (i) | Скотт Удсема      | 7–6(7–5), 6–3      |
| Перемога  | 4.   | 29 березня 2009 | F3 Веллінгтон     | Тверде     | Young-Jun Kim     | 6–4, 6–1           |
| Перемога  | 5.   | 10 жовтня 2009  | F11 Пуне          | Тверде     | Александер Сачко  | 6–7(3–7), 6–4, 6–2 |
| Перемога  | 6.   | 24 жовтня 2009  | F6 Nonthaburi     | Тверде     | Нейтан Томпсон    | 6–3, 7–6(7–5)      |
| Перемога  | 7.   | 21 лютого 2010  | F1 Мілдьюра       | Трава      | Колін Ебелтіт     | 6–3, 6–7(4–7), 6–4 |
| Перемога  | 8.   | 15 липня 2012   | F4 Саскатун       | Тверде     | Метт Рейд         | 6–3, 6–3           |

### Парний розряд (12–1)
| Легенда                  |
| Тур ATP Челленджер (2–1) |
| ITF Ф'ючерс (10–0)       |

| Результат | Ранг | Дата            | Турнір            | Покриття  | Партнер          | Суперники у фіналі                     | Рахунок                   |
| Перемога  | 1.   | 9 грудня 2006   | F6 Рамат-га-Шарон | Тверде    | Михайло Єлгін    | М Радічніґґ С Свіннен                  | 3–6, 6–3, 6–2             |
| Перемога  | 2.   | 11 березня 2007 | F2 Гамільтон      | Тверде    | Джеймс Серретані | Карстен Болл Д Фернандез               | 6–7(11–13), 7–6(7–5), 6–2 |
| Перемога  | 3.   | 29 вересня 2007 | F18 Ноттінгем 2   | Тверде    | Раміз Джунейд    | Д Брюер І Фланаґан                     | W/O                       |
| Перемога  | 4.   | 28 жовтня 2007  | Рімускі           | Килим (i) | Роберт Смітс     | Брендан Еванс Алберто Франсіс          | 7–5, 6–7(7–9), [10–7]     |
| Перемога  | 5.   | 2 грудня 2007   | Брисбен           | Тверде    | Раміз Джунейд    | Карстен Болл Адам Фіні                 | 3–6, 7–6(7–3), [10–8]     |
| Перемога  | 6.   | 30 березня 2008 | F2 Нісі-Токьо     | Тверде    | G. D. Jones      | T. Lin C. Yi                           | 6–3, 6–2                  |
| Перемога  | 7.   | 15 червня 2008  | F12 Луміс         | Тверде    | G. D. Jones      | Віктор Естрелья Бургос Рікардо Хосевар | 6–2, 6–3                  |
| Перемога  | 8.   | 22 червня 2008  | 13 Сакраменто     | Тверде    | G. D. Jones      | Скотт Удсема Ґреґ Уеллетт              | 6–2, 4–6, [10–5]          |
| Перемога  | 9.   | 15 березня 2009 | F1 Норт-Шор       | Тверде    | G. D. Jones      | M. Gong X. Yu                          | 6–3, 6–4                  |
| Перемога  | 10.  | 29 березня 2009 | F3 Веллінгтон     | Тверде    | G. D. Jones      | Маркус Даніелл Дж. Лінднер             | 6–2, 6–4                  |
| Перемога  | 11.  | 12 квітня 2009  | F1 Тегу           | Тверде    | G. D. Jones      | Y. Kim Z. Li                           | 6–2, 6–4                  |
| Перемога  | 12.  | 3 травня 2009   | F4 Gimcheon       | Тверде    | G. D. Jones      | Y. Wang                                | 6–4, 6–1                  |
| Поразка   | 1.   | 29 квітня 2012  | Гаосюн            | Тверде    | Фредерік Нільсен | Джон-Пол Фруттеро Равен Класен         | 7–6(8–6), 5–7, [8–10]     |